# Kickelhahn
Der Kickelhahn ist ein 861,1 m ü. NHN hoher Berg am Nordrand des mittleren Thüringer Waldes. Er ist der Hausberg der Stadt Ilmenau in Thüringen. Durch Aufenthalte von Johann Wolfgang von Goethe und anderen Persönlichkeiten kommt dem Kickelhahn eine gewisse kulturgeschichtliche Bedeutung zu.
Auf dem Kickelhahn befinden sich ein Aussichtsturm von 1855, ein Turm der Telekom (ehemals zum SED-Richtfunknetz gehörig), ein Sendemast, das Goethehäuschen, die Fundamente einer Jagdhütte sowie eine Gaststätte. Südlich des Gipfels liegen das Jagdhaus Gabelbach und das Berghotel Gabelbach.

## Geografie
Der Kickelhahn ist mit 861 Metern die höchste Erhebung im Ilm-Kreis. Historisch war er auch der höchste Berg von Sachsen-Weimar-Eisenach. Sein Massiv wird begrenzt durch das Tal der Ilm im Westen und Norden, des Gabelbachs im Osten sowie des Langebachs im Süden. Damit liegt der Berg vollständig im Wassereinzugsgebiet der Ilm. Nur im Südosten zwischen den Quellen von Gabelbach und Langebach besteht ein knapp ein Kilometer breiter, in etwa 750 Metern Höhe gelegener Sattel, der den Übergang zur Hohen Tanne (805 m) bildet.
Im Massiv des Kickelhahns befinden sich noch einige weitere Gipfel, etwa die Hohe Schlaufe (735 m), der Gabelbachskopf (704 m), der Dachskopf (686 m), der Kammerberg, der Höllkopf und der Steinbachskopf. Die Ausdehnung des Massivs beträgt etwa drei Kilometer in Ost-West- und etwa vier Kilometer in Nord-Süd-Richtung. Der Höhenunterschied zum Ilmtal im Nordosten beträgt rund 400 Meter.
Am Kickelhahn entspringen nur kleine Rinnsale, wobei die Sophien- und die Zinksquelle zu den bekannteren Quellen im Gebiet zählen. Eine weitere Besonderheit sind die nordwestlich des Gipfels gelegenen Felsen Großer Hermannstein und Kleiner Hermannstein. Direkt an den Kickelhahn angrenzende Orte sind Ilmenau, etwa zwei Kilometer nordöstlich, und Manebach, etwa zwei Kilometer nordwestlich. Etwas weiter entfernt in südlicher Richtung liegt Stützerbach.
Der Kickelhahn ist komplett bewaldet, wobei auf seiner Spitze und im obersten Teil des Westhangs nur Windflüchter gedeihen. Ansonsten dominieren Fichten-Monokulturen, die bei Stürmen immer wieder Schaden nehmen, wie zum Beispiel durch Orkan Kyrill am 19. Januar 2007. Der Wald ist Teil des Forstreviers Kickelhahn und im Eigentum von ThüringenForst (Anstalt öffentlichen Rechts).
Auch geologisch ist der Kickelhahn Teil des Thüringer Waldes. Er besteht wie dieser aus Porphyr-Gestein. An der Westseite in Manebach wurde bis Ende des 19. Jahrhunderts ein kleines Steinkohle-Vorkommen abgebaut.

## Wegenetz
Auf den Kickelhahn führen mehrere Wege. Auch die Touristen-Route Goethewanderweg verläuft über den Gipfel. Der direkte Weg von Ilmenau beginnt am Stadtrand in der Waldstraße und führt steil und relativ geradlinig über die Hohe Schlaufe zum Kickelhahn. Der Aufstieg von der Stadt dauert über diesen Weg etwa eine Stunde. Ein zweiter populärer Wanderweg zum Kickelhahn beginnt am Wanderparkplatz an der Herzogröder Wiese am Oberlauf des Gabelbachs in etwa 700 Metern Höhe an der Straße von Ilmenau nach Neustadt am Rennsteig. Hier führt ein gut ausgebauter Fahrweg in etwa dreißig Minuten zu Fuß auf den Gipfel. Weniger steil ist der Panoramaweg, der ebenfalls am Wanderparkplatz beginnt und zunächst nördlich um den Gipfel herum und erst dann nach oben führt. Außerdem besteht auch von Manebach aus ein Wanderweg auf den Kickelhahn, dieser verläuft über die Hermannsteine. Quer zu den Wegen zum Gipfel verlaufen viele weitere Wanderwege durch den Wald am Kickelhahn.

## Kulturgeschichte

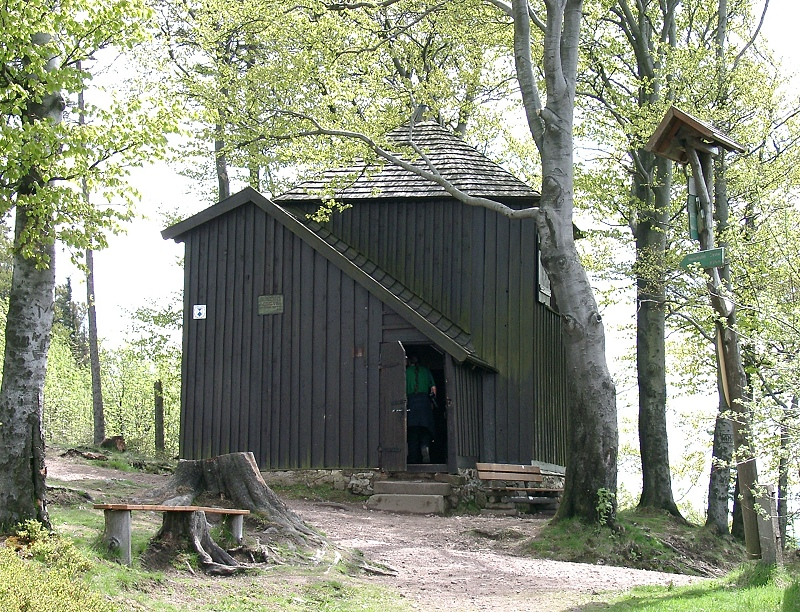
Goethehäuschen auf dem Kickelhahn

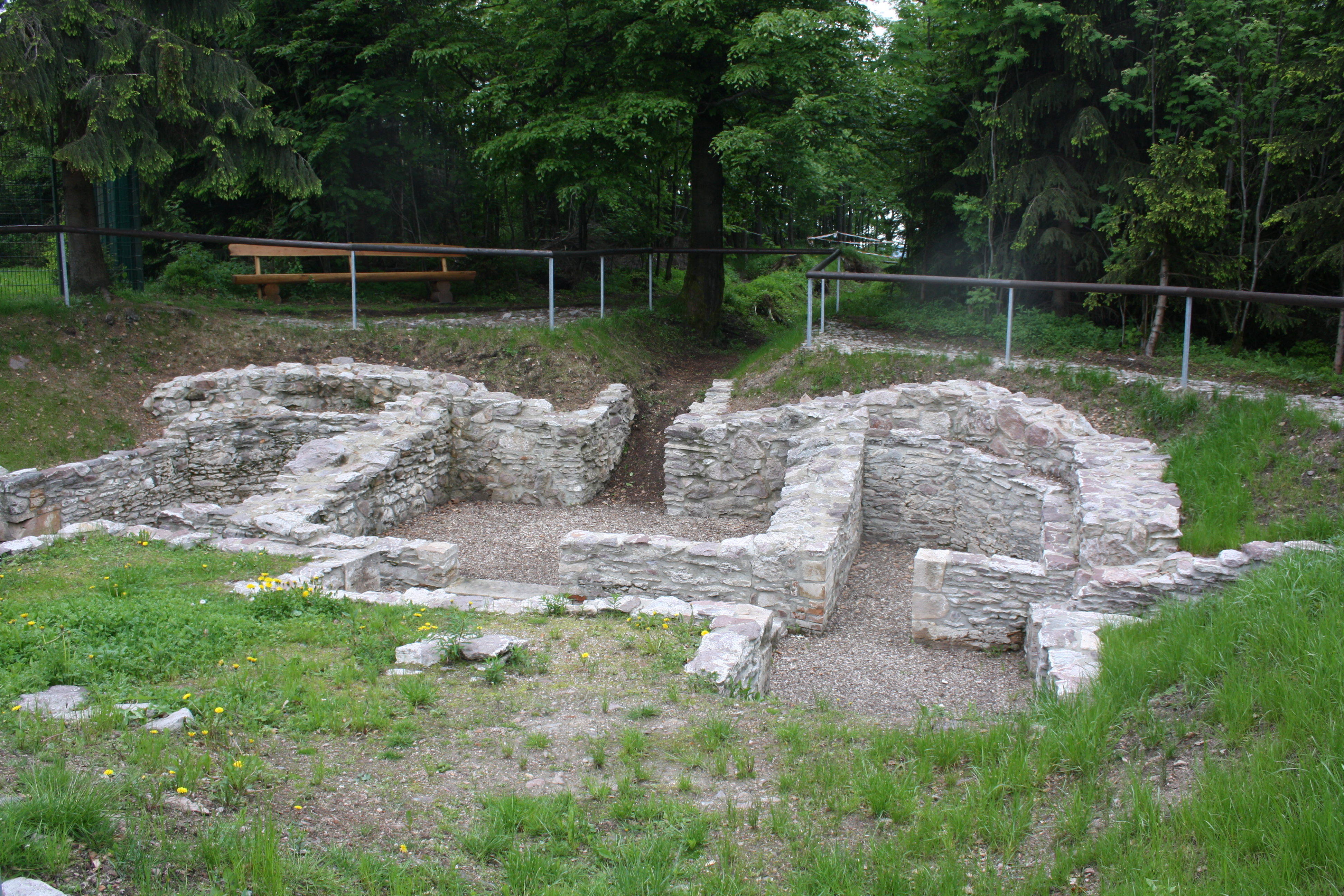
Freigelegte historische Jagdanlage (Pirschhaus), Zustand 2009

Der heutige Name des Bergs stammt aus dem 18. Jahrhundert. Zuvor wurde der Kickelhahn Cammerberg genannt, ebenso wie der rechts der Ilm gelegene Teil von Manebach. Zur Herkunft des Namens gibt es mehrere Theorien. Wahrscheinlich geht er auf die volkstümliche Bezeichnung „Kickelhahn“ oder „Gickelhahn“ für den Auerhahn zurück. Der Berg und seine Umgebung waren nämlich reich an Auerwild und von daher ein bevorzugtes Jagdrevier der Weimarer Hofgesellschaft. Eine andere Theorie will den Namen Kickelhahn von dem Namen der ursprünglichen Eigentümer, der Grafen Henneberg, ableiten, in deren Grafschaft es der höchste Berg war. Der Kickelhahn war später auch die höchste Erhebung des Großherzogtums Sachsen-Weimar-Eisenach.
1776 besuchte Johann Wolfgang von Goethe, noch in seiner Funktion als Bergbauminister, die Manebacher Steinkohlengruben am Westhang des Bergs. Am 7. Mai 1776 war Goethe auch zum ersten Mal am Großen Hermannstein, dessen Höhle er auch in späterer Zeit gern besuchte, um zu zeichnen oder zu schreiben. Sein letzter Besuch der Höhle ist auf den 29. August 1813 datiert. Der Heimatforscher Willi Ehrlich äußert die Vermutung, dass die Eindrücke des Hermannsteins Goethe zu folgender Passage inspiriert hätten:

„Und wenn der Sturm im Walde braust und knarrt,
 Die Riesenfichte, stürzend, Nachbaräste
 Und Nachbarstämme quetschend niederstreift
 Und ihrem Fall dumpf hohl der Hügel donnert,
Dann führst du mich zur sichern Höhle, zeigst
Mich dann mir selbst, und meiner eignen Brust
Geheime, tiefe Wunder öffnen sich.“

Eine bekannte Zeichnung Goethes mit Blick vom Kickelhahn auf die „dampfenden Täler“ des Thüringer Waldes entstand im Sommer 1776 für Charlotte von Stein.
Goethe, der insgesamt 28-mal in Ilmenau zu Besuch war, wanderte zwischen 1780 und 1831 mehrmals zum Kickelhahn, meist als Begleiter von Herzog Carl August von Sachsen-Weimar.
Wenige Minuten vom Gipfel entfernt steht das „Goethehäuschen“, das von Herzog Carl August im Sommer 1783 als Jagdunterkunft unterhalb des Gipfels errichtet wurde. Goethe schrieb am 6. September 1780 sein Gedicht „Wandrers Nachtlied – Ein gleiches“ („Über allen Gipfeln ist Ruh’…“) auf die Bretterwand einer kleinen Jagdhütte.
Zum letzten Mal war Goethe 1831 in Begleitung von Johann Christian Mahr auf dem Kickelhahn. Nach einem Brief von Mahr besuchte Goethe noch einmal die Jagdhütte, um nachzusehen, ob sein Vers noch an der Wand stünde. Als er ihn entdeckte, war er tief gerührt und sagte: „Ja, warte nur, balde ruhest auch du“. Auch seinem Freund Carl Friedrich Zelter berichtete Goethe in einem Brief von diesem Ereignis.
Das Goethehäuschen brannte am 12. August 1870 durch Unachtsamkeit von übernachtenden Beerensammlern ab und wurde im Jahre 1874 durch den Verein für die Verschönerung Ilmenaus unter Leitung von Karl Friedrich Schwanitz originalgetreu wieder aufgebaut. Ein Jahr vor dem Brand ließ der Forstwart die Inschrift Goethes abfotografieren, weil sie zuvor immer beschmiert und beschädigt wurde. Diese Fotokopie von Goethes Original kann heute im Inneren des Goethehäuschens, neben dem in 15 Sprachen übersetzten Gedicht „Wandrers Nachtlied“, betrachtet werden.
Zudem kann man die Grundmauern und den Keller eines herzoglichen Pirschhauses besichtigen, welches vermutlich vor rund 250 Jahren genutzt und im Jahr 2004 von Bodendenkmalpflegern wieder freigelegt wurde.

## Felsenburg Großer Hermannstein und Goethehöhle

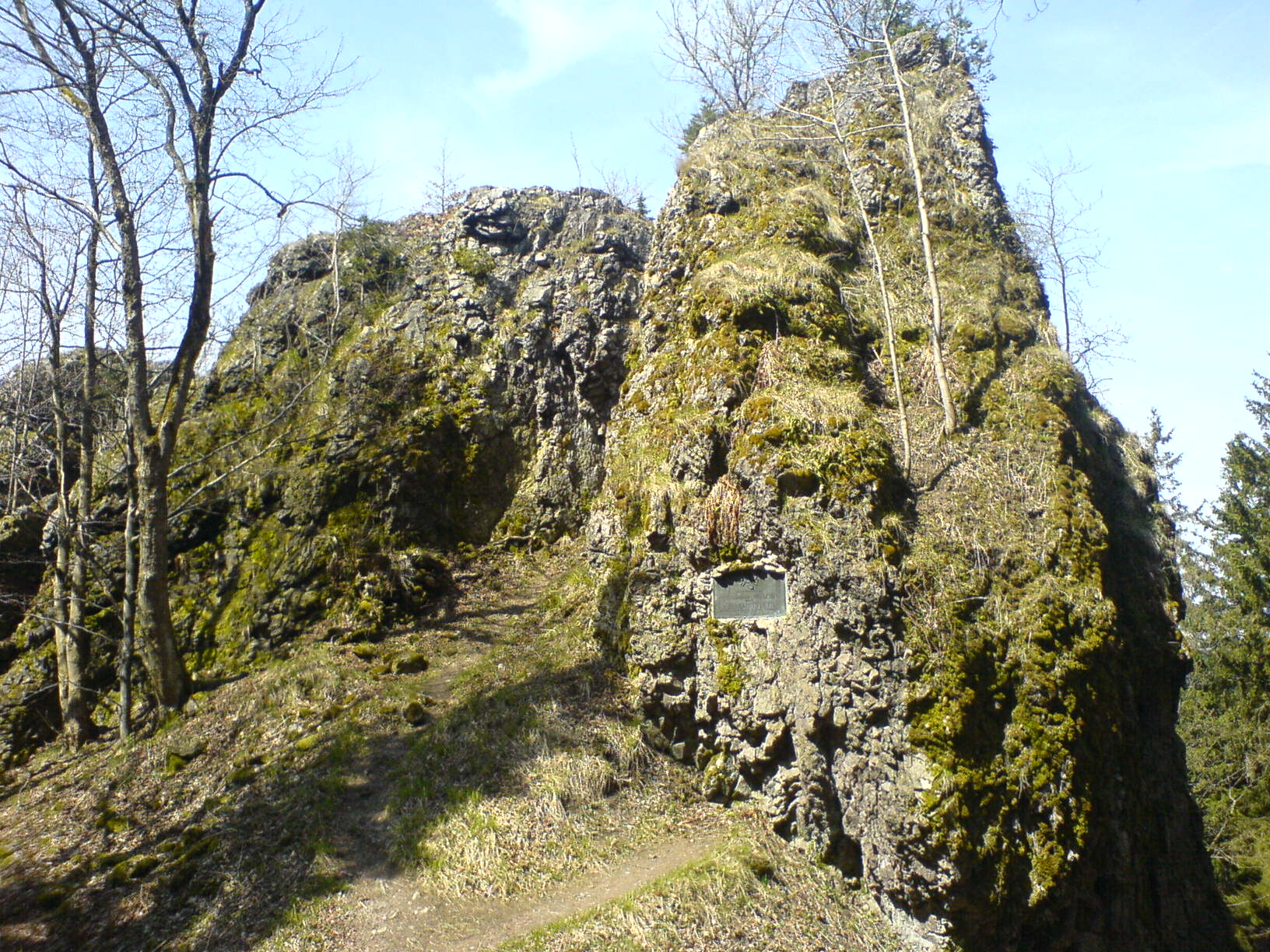
Großer Hermannstein (2008)

Auf dem an der oberen Nordwestflanke des Kickelhahns aufragenden schmalem langen Felsen „Großer Hermannstein“ (bis 30 m hoch, ca. 50 m lang in Ost-West-Richtung, und 6 m breit) befand sich im Hochmittelalter eine kleine Felsenburg. Die hier im Felsen befindliche „Goethehöhle“ an der Nordseite des Felsens war sicher Teil der Burg, möglicherweise eine Wachstube für den hier vermuteten Zugang zur Burg. Auf dem Felsen fand man bei Grabungen von 1962 bis 1967 geringe Mauerreste. Der Grundriss konnte daraus rekonstruiert werden. Die Anlage war 6 m breit und 45 m lang. Es existierte auch ein runder Bergfried mit nur 6 m Außendurchmesser auf dem Felsen sowie Pferdeställe unterhalb des Felsens westlich der Höhle.
Die Gründung der Burg vermutet man im 13. Jahrhundert. Sie sollte eine hier verlaufende Höhenstraße von Nürnberg nach Erfurt schützen. Im Jahre 1379 nennt sich ein Graf Günter „Herr zu Hermannstein“ (offenbar aus dem Hause Käfernburg-Schwarzburg stammend).
Ansonsten werden die von Witzleben als Besitzer um 1340 vermutet, was den Namen Hermannstein als Hypothese erklären könnte, denn für die Jahre 1340 bis 1393 ist ein Hermann von Witzleben urkundlich fassbar. Die Grafen von Käfernburg sind für 1362 bis 1373 belegte Besitzer. Ab 1386 war die Burg im Besitz der Grafen von Henneberg.
Doch noch im 14. Jahrhundert soll die Burg aufgegeben worden sein. Später wurde die Ruine wohl als Steinbruch genutzt. Am Felsen finden sich nur geringe Bearbeitungsspuren. Die natürliche Höhle wurde im Mittelalter aber erweitert.
Bergseitig existiert vor dem Felsen ein Graben, der auch natürlichen Ursprungs sein kann.
In unmittelbarer Nähe des Felsens ist ein Rastplatz für Wanderer angelegt worden. Am Felsen befindet sich neben der Treppenanlage eine historische Inschrifttafel, die an Hermann von Witzleben erinnert. Er war Kämmerermeister und Oberamtmann auf den Burgen Wachsenburg und Brandenburg.
Der Felsen kann über eine Stahltreppe von Touristen bestiegen werden. Man hat u. a. einen Blick ins Tal auf Manebach. Die hier gemachten Funde sowie Informationen und ein Modell der Burg werden im „Haus des Gastes“ in Manebach ausgestellt (Stand 2014). Von dem ehemals freigelegten Mauerwerk auf dem Felsen soll kaum noch etwas zu sehen sein (Stand 2014).

## Kickelhahnturm / Marienturm

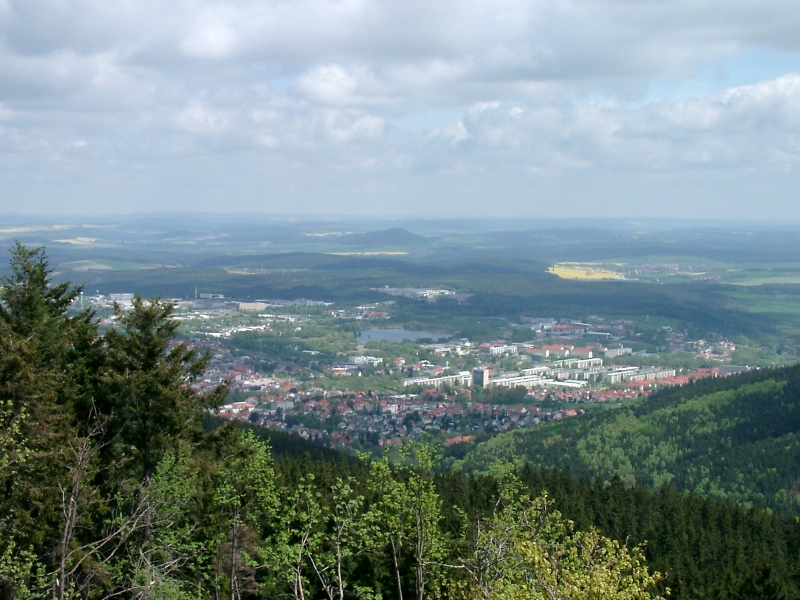
Blick vom Kickelhahnturm auf Ilmenau

Als sich Ilmenau in den 1830er-Jahren zu einem Kurort entwickelte, kamen mehr und mehr Gäste in die Stadt und auf den Kickelhahn, sodass bereits in dieser Zeit Wünsche nach einem Aussichtsturm auf dem Berg laut wurden. Jedoch war die Stadt mit ihren damals 2700 Einwohnern nicht in der Lage, ein solches Bauprojekt zu finanzieren.
1852 wurde auf dem benachbarten Schneekopf in Sachsen-Gotha ein steinerner Turm errichtet. Als Großherzog Karl Friedrich und seine Frau Maria Pawlowna im Herbst jenes Jahres den Kickelhahn besuchten, wünschte sie sich auf dem höchsten Berg des Großherzogtums ebenfalls einen steinernen Aussichtsturm. Dafür spendete Maria Pawlowna zunächst 1000 Taler. Errichtet werden sollte der Turm unter der Regie der Stadtverwaltung mit Bürgermeister Johann Christian Hertzer. Das Material für das Bruchsteinmauerwerk wurde in der Nähe am Kickelhahn selbst gewonnen, während der Sandstein für die Ornamente aus den Martinrodaer Steinbrüchen kam. Der Grundstein wurde am 8. Mai 1854 gelegt. Nach einem Jahr war der Turm fertiggestellt und wurde am 12. Mai 1855 zu Ehren von Maria Pawlowna als Marienturm eröffnet – die tatsächlichen Baukosten betrugen 2200 Taler. Damit ist er der älteste erhaltene Aussichtsturm im Thüringer Wald (nachdem der Schneekopfturm nach dem Zweiten Weltkrieg abgerissen wurde) und einer der ältesten in Deutschland. Er umfasst 107 Stufen bis zur Aussichtsplattform in 882 Metern Höhe. Die Höhe des Turmes bis dahin beträgt also 21 Meter. Schon im ersten Jahr seines Bestehens trugen sich 865 Besucher ins Turmbuch ein. Im Jahr 1955, also 100 Jahre nach der Errichtung, wurden bereits 10.000 Besucher gezählt.
Von 2019 bis zum 14. Mai 2021 wurde der Turm grundlegend aufgrund des baulichen Zustandes saniert. So war u. a. der Zuganker der Turmkrone beim Einbau der neuen Treppe 1899 durchtrennt worden, wodurch sich die Turmkrone um bis zu 10 cm verschoben hatte.
Die Kosten in Höhe von 1,2 Millionen Euro (veranschlagt waren ursprünglich 1,015 Mio. €) wurden durch Fördermittel des europäischen Landwirtschaftsfonds für die Entwicklung des ländlichen Raums (ELER) bezuschusst. Geplant war die Wiedereröffnung bereits für Dezember 2020, allerdings kam es zu größeren Schäden auf der Baustelle durch Sturmtief Victoria im Februar 2020, was die Arbeiten stark verzögerte.
Vom Turm bietet sich eine gute Aussicht ins nördliche Vorland des Thüringer Waldes bis nach Gotha, Erfurt und Weimar. Bei sehr guter Sicht ist auch der Brocken im Harz erkennbar. Nach Süden und Westen reicht der Blick nur wenige Kilometer bis zum Kamm des Thüringer Waldes am Rennsteig. Markantester hier sichtbarer Berg ist der Schneekopf. Nach Südosten ist das Thüringer Schiefergebirge zu sehen, markant ist hier neben dem Langen Berg vor allem das Oberbecken des Pumpspeicherwerks Goldisthal.

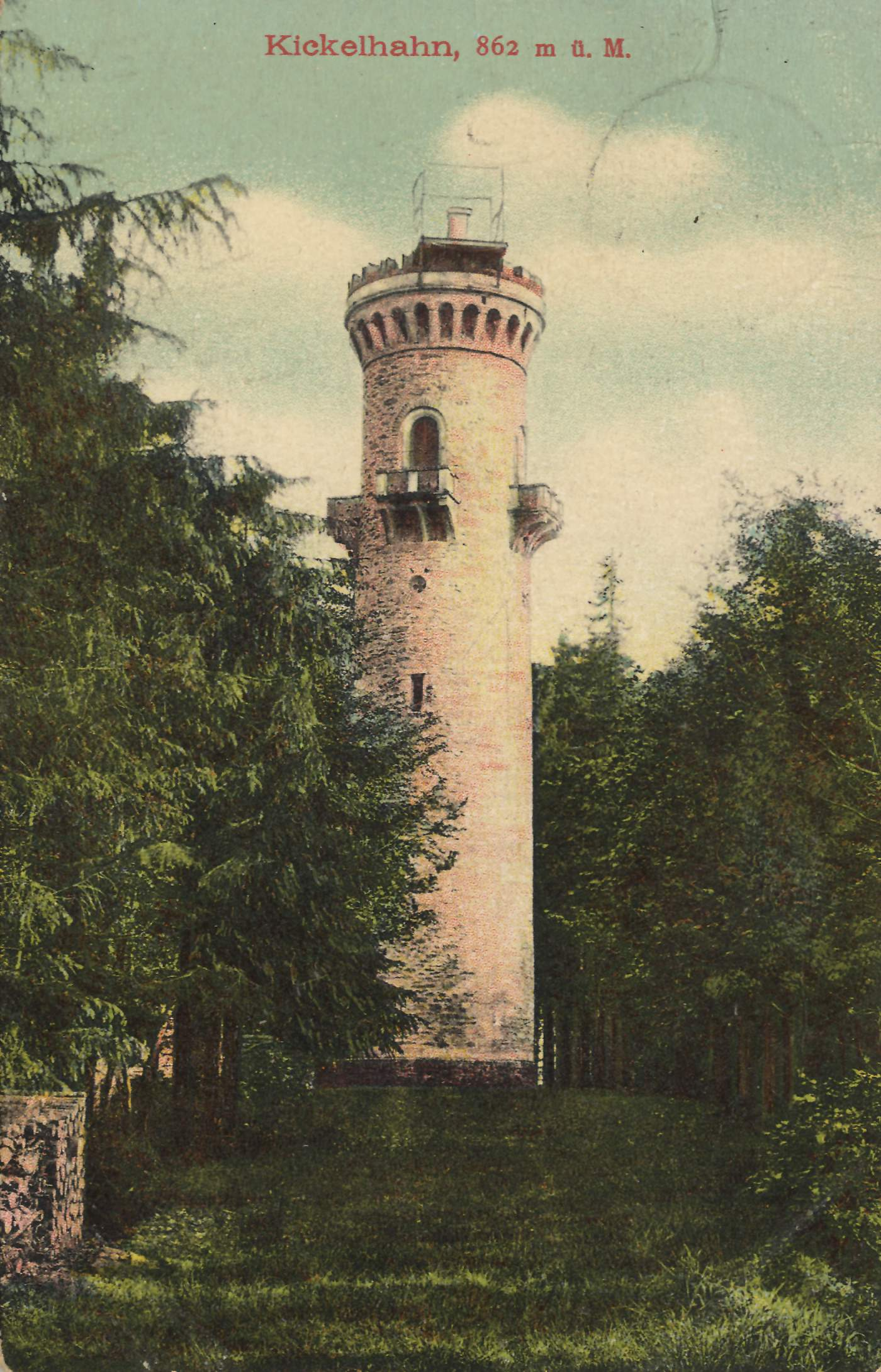
Kickelhahnturm 1908
Aufnahme zwischen 1932 und 1935
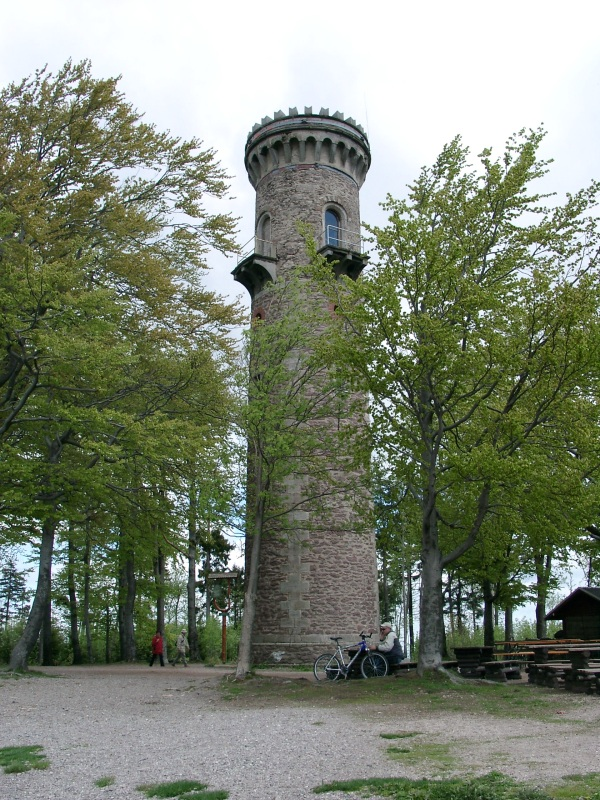
Zustand 2004
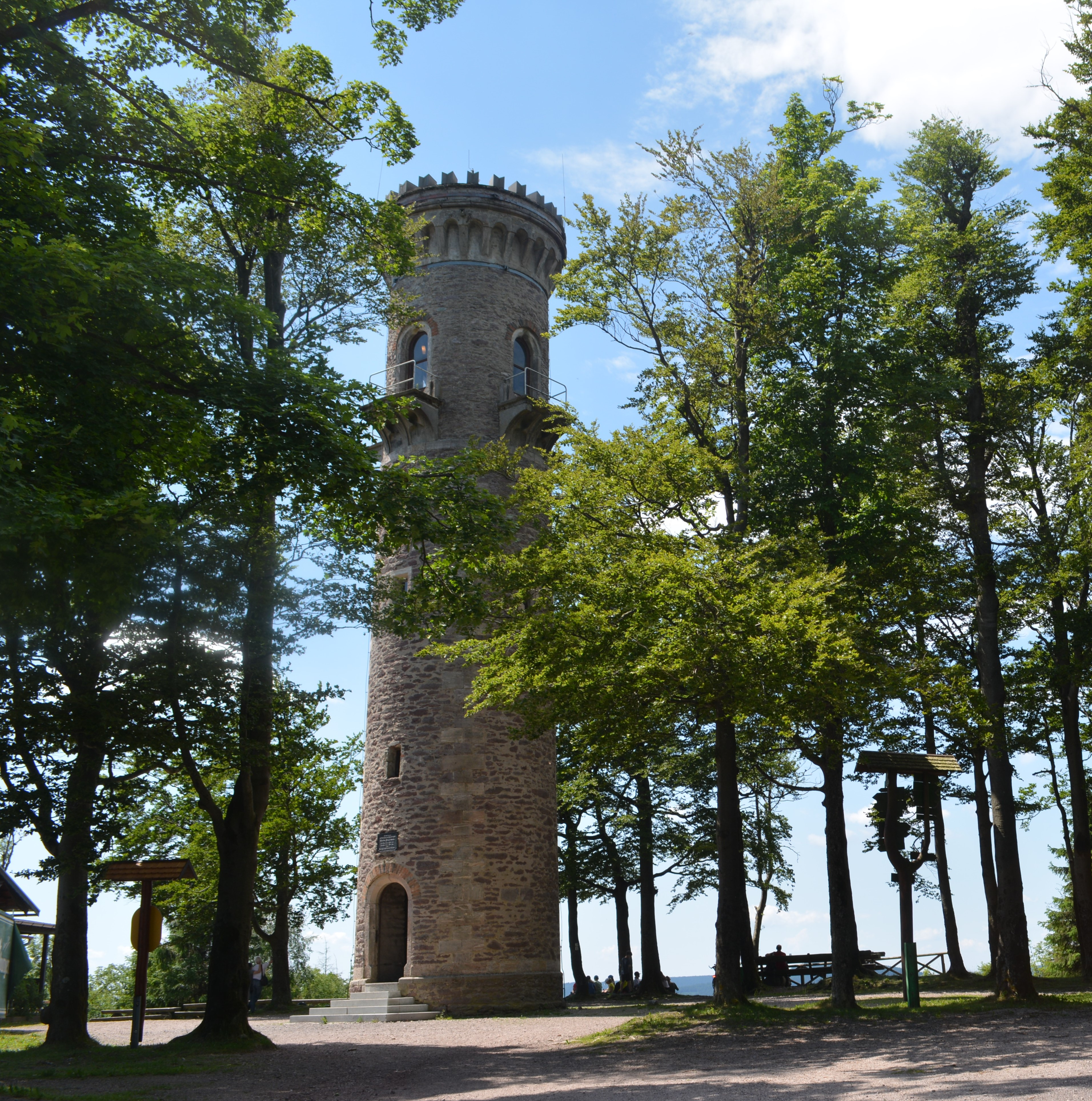
Ansicht 2019 vor der letzten Sanierung
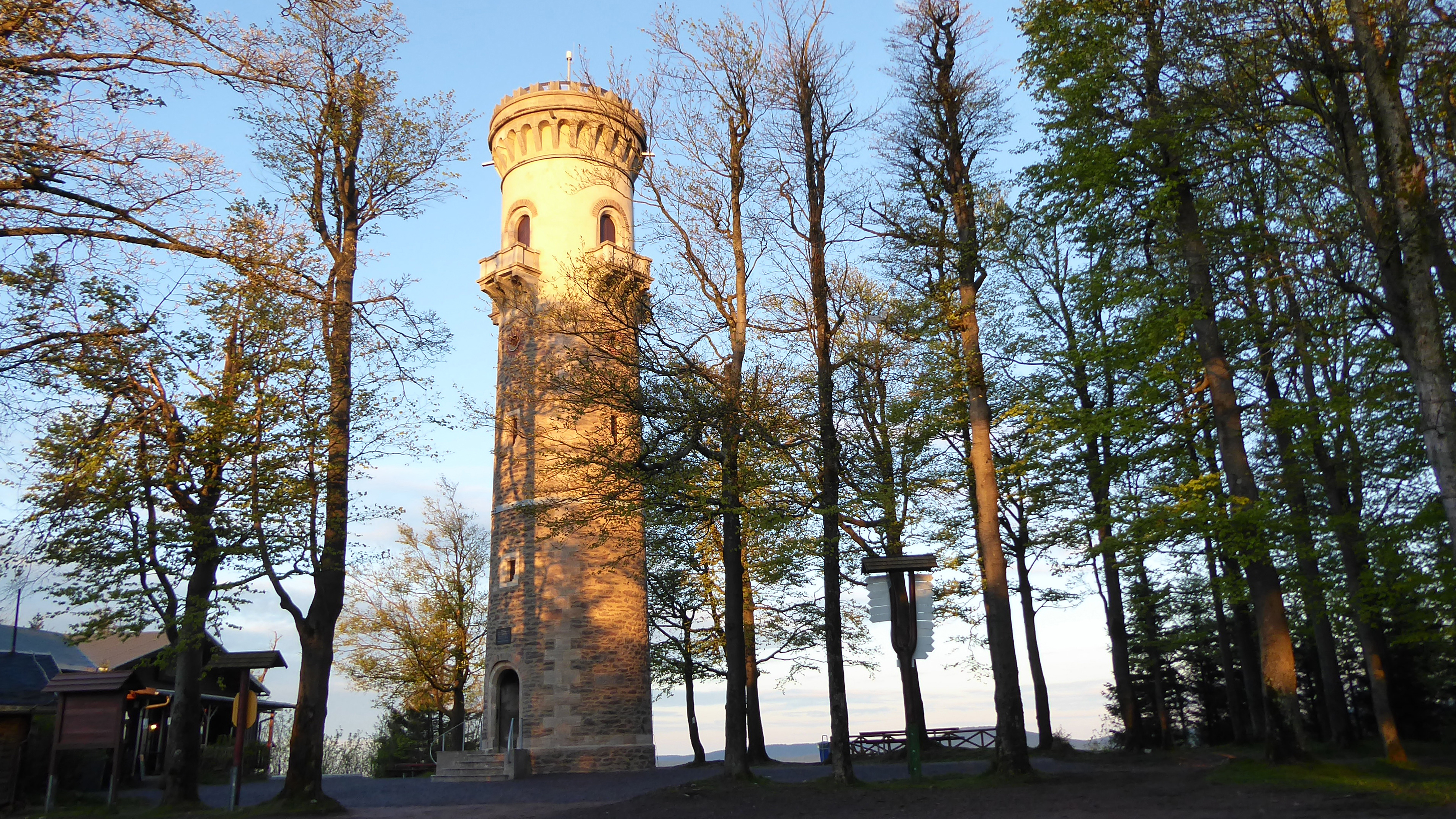
Kickelhahnturm nach der Wiedereröffnung 2021

## Tourismus

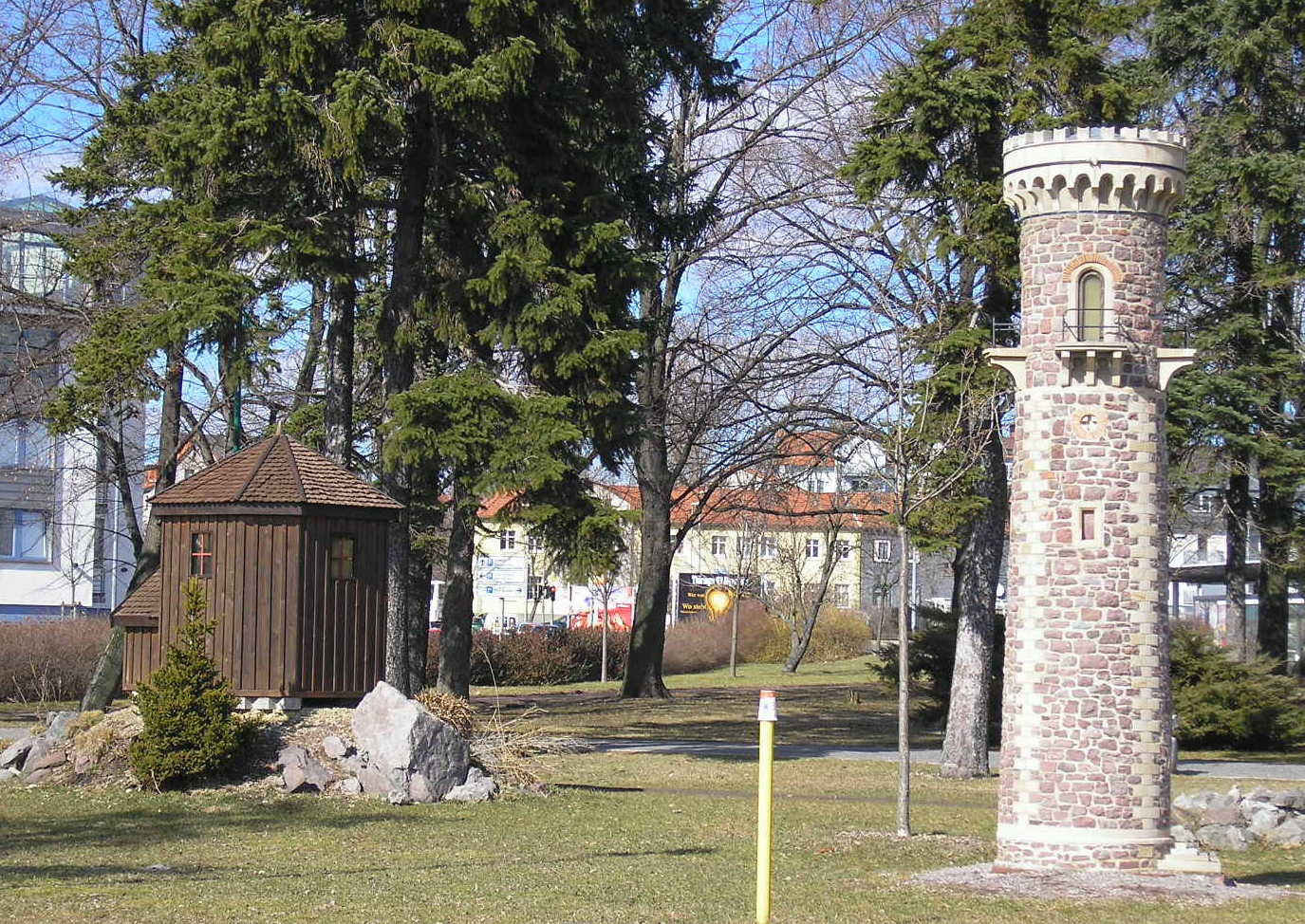
Nachbauten am Ilmenauer Bahnhof

Der Kickelhahn ist traditionelles Wanderziel von Einheimischen und Touristen in Ilmenau gleichermaßen. Auch die Studenten der Stadt bewandern den Berg seit Jahrzehnten. Zur touristischen Erschließung gehört neben dem Goethewanderweg auch der Aussichtsturm aus dem Jahr 1855, der kostenlos bestiegen werden kann, sowie eine täglich geöffnete Gaststätte von 1953 auf dem Gipfel. Seit 1912 besteht das Berghotel Gabelbach in gut 700 Metern Höhe südlich des Kickelhahns.
Ganzjährig nutzen die Besucher den Kickelhahn auch als Sportgebiet. Während im Sommer vor allem Läufer und Mountainbiker dominieren, ist der Kickelhahn im Winter ein Skilanglaufgebiet. Zudem eignet sich der Abfahrtsweg nach Ilmenau auch zum Rodeln. Auf der etwa drei Kilometer langen Strecke werden über 350 Höhenmeter überwunden, wobei die Abfahrt rund 15 Minuten dauert.
Veranstaltungen auf dem Kickelhahn sind das Kickelhahnfest jeweils am letzten Sonntag im August sowie mehrere Sportveranstaltungen wie der Kickelhahn-Berglauf, das Bergzeitfahren (Radsport) sowie der Bierathlon der TU Ilmenau.
Im Jahr 2007 wurde die Errichtung einer Seilbahn auf den Kickelhahn diskutiert. Während sich der Oberbürgermeister Gerd-Michael Seeber dafür aussprach, bemängelten Kritiker insbesondere die Kosten einer solchen Investition. Letztlich wurden diese Pläne wieder verworfen.
Um für den Tourismus in der Region und den Kickelhahn zu werben, wurden im Zuge der Umgestaltung des Bahnhofsvorplatzes im Jahr 2000 in Ilmenau verkleinerte Nachbauten des Kickelhahnturms und des Goethehäuschens aufgestellt.